# جون سمول (سياسي)
جون سمول هو سياسي كندي، ولد في 8 أكتوبر 1831، وتوفي في 10 فبراير 1909. حزبياً، نشط في حزب كندا المحافظ. وقد انتخب عضو مجلس العموم الكندي.